# Isshin-ryu
Isshin-ryu (em japonês:  一心流, Isshin-ryū) é um estilo de caratê criado por Tatsuo Shimabuku, cujo conjunto de técnicas pretende ser um apanhado dos estilos Shorin-ryū e Goju-ryū e da arte marcial Kōbudō, de Okinawa: treinam-se golpes de caratê (sem o uso de armas) e de Kōbudō (com armas). O nome do estilo quer dizer "fluxo de um coração".

## História
O mestre Tatsuo Shimabuku começou a praticar artes marciais com seu tio materno Shinko Ganeku, que depois o enviou para estudar caratê com o mestre Chotoku Kyan. Depois, por outro período, Shimabuku foi treinar com o mestre Chojun Miyagi e posteriormente com o mestre Choki Motobu, em Naha. Isto, na juventude. Quando já maduro, com aproximadamente cinquenta anos, o mestre começou a praticar Kōbudō, que eventualmente incorporaria em sua escola.

## Liderança
Relação de Sōke do estilo e o tempo de permanência na função.
01 - Tatsuo Shimabuku  (1956-1975) 

02 - Kichiro Shimabuku (1975->...) 

## Técnicas do estilo
Devido a sua origem este estilo de Caratê engloba também algumas técnicas de uso da armas tradicionais na ilha de Okinawa.

### Taijutsu[3]
Estas são as técnicas em que se usa apenas o corpo.
- Seisan
- Seiunchin
- Naihanchi
- Wansū
- Chinto
- Kusanku
- Sunsu
- Sanchin

### Bojutsu[4]
Estas são as técnicas de luta em que se usa um bastão longo conhecido no Japão como Bō.
- Tokumine no Kun
- Urashi no Kun
- Shishi no Kun

### Saijutsu[5]
Estas são as técnicas de luta em que se usa duas adagas conhecidas com Sai, que são armas de origem chinesa utilizadas em vários artes marciais de Okinawa.
- Kusanku Sai
- Chatan Yara no Sai
- Kyan no Sai

### Tonfajutsu[6]
Esta é uma técnica de luta em que se usa a Tonfa, que é uma arma de origem chinesa utilizada em várias artes marciais e por muitas forças de segurança pelo mundo.
- Hama Hinga no Tonfa

## Complemento
Dados complementares ao texto já informado.